# سوء إطباق أو العضة المفتوحة

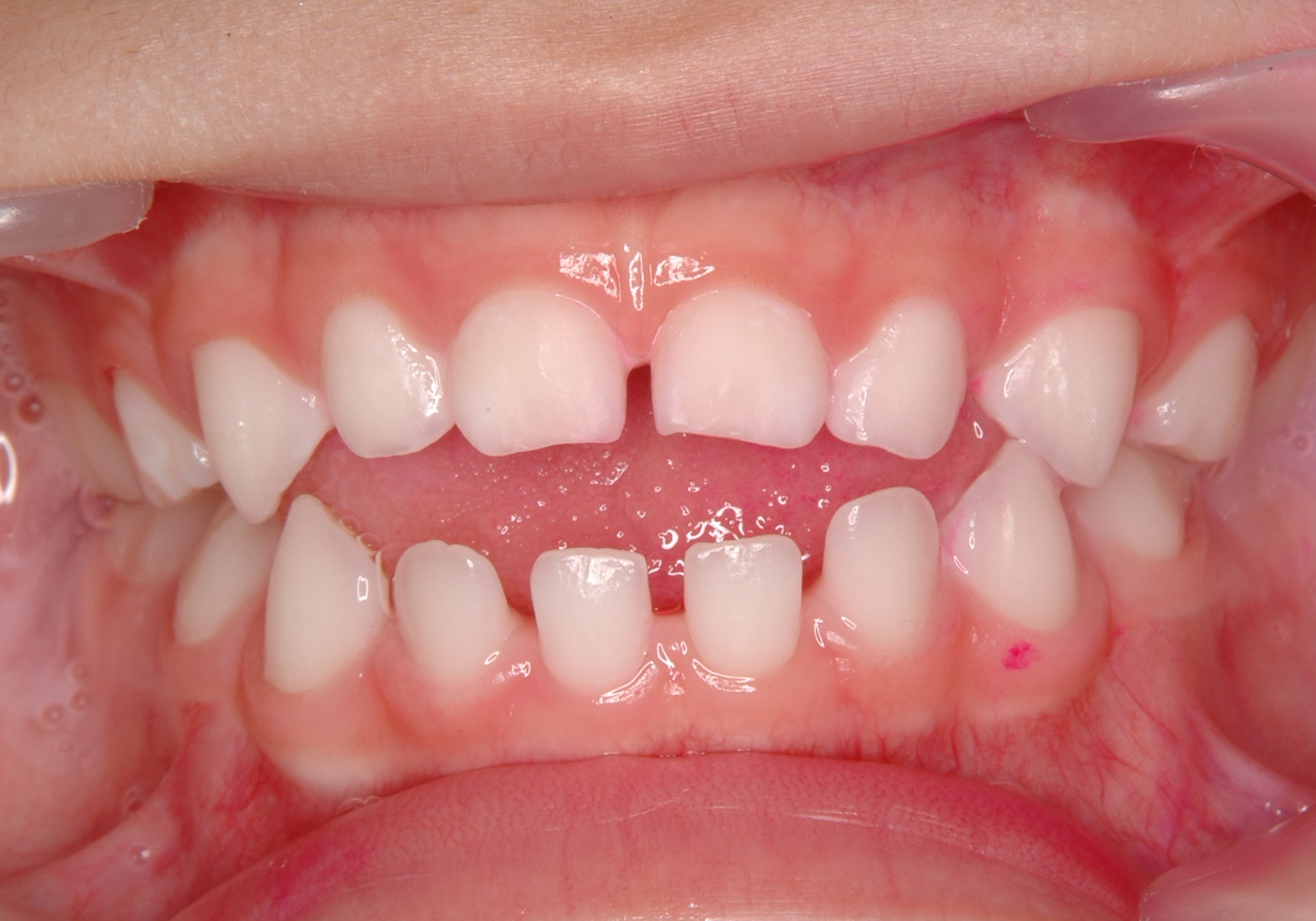
عدم تداخل أو عدم اتصال رأسي بين القواطع الأمامية

العضة المفتوحة هي نوع من سوء الإطباق التقويمي ويقدر حدوثه بحوالي 0.6% من الأشخاص في الولايات المتحدة الأمريكية. وهو نوع من أنواع سوء الإطباق فيه عدم تداخل أو عدم اتصال رأسي بين القواطع الأمامية. تمت صياغة مصطلح "العضة المفتوحة" بواسطة العالم كارفيلي في سنة 1842 كأحد التصنيف المميزة لسوء الإطباق. قام كثير من المؤلفين بوصف العضة المفتوحة بعدة طرق مختلفة . اقترح بعض المؤلفين أن العضة المفتوحة غالبًا ما تنشأ عندما تكون العضة الزائدة (الإفراط في تداخل الأسنان الامامية) أقل من الكمية المعتادة. كما أن اخرين قد أكدو على ان تحديد العضة المفتوحة يتم من خلال العلاقات بين القواطع النهائية للأسنان. و أخيراً ذكر بعض الباحثين وجوب وجود عدم الاتصال بالشق لتشخيص العضة المفتوحة.
إن علاج العضة المفتوحة يعد علاجا معقداً ويصعب فيه تحقيق حالة من الاستقرار على المدى البعيد. ومما يجعلها حالة صعبةً هو ارتفاع خطر الانتكاس العمودي فيها بغض النظر عن طريقة العلاج المستخدمة أو البروتوكول المتبع.

## أسباب المرض
لمرض سوء إطباق العضة المفتوحة عدة أسباب. تنتج حركة العضلات ضغوطات وقوى متعارضة على الأسنان والعظام السنخية مما يؤدي إلى تغير في موضع الأسنان.وعلى عكس تأثير قوة حركة العضلات فإن القوة الجوهرية للشفاه واللسان اثناء الراحة تخلقان توازناً ضرورياً للحفاظ على الأسنان في موضعها الصحيح. التوازن هو بقاء الجسم في حالة من السكون، حتى عندما يدفع بقوى مختلفة في اتجاهات مختلفة، فلا يتسارع أو يتحرك (في حالة الأسنان). وعندما يتغير هذا التوازن تظهر الاختلافات فعلى سبيل المثال انكماش أقواس الأسنان في الحيوانات التي خضعت لاستئصال اللسان مقارنة بالحيوانات الضابطة التي لم تخضع للاستئصال. عندما يخلع السن تستمر العملية المعاكسة لها في عملية البزوغ السلبي، مما يشير إلى أن آلية البزوغ تبقى بشكل أساسي دون تغيير طوال الحياة، ولا يزال السن يبحث عن الاتصال الإطباقي أو القاطعي حتى يتم تحقيق التوازن. بناءً على فكرة التوازن هذه، تم ربط العديد من العوامل المسببة المتعلقة بوظيفة الفم مع AOB.
قد تكون وراثية نتيجة لوجود عضة مفتوحة بالهيكل العظمي أو يمكن أن تكون ناجمة عن عادات وظيفية قد تؤدي إلى عضة أسنان مفتوحة. في سن مبكرة، قد تحدث العضة المفتوحة بسبب التغيير الانتقالي من الأسنان الأولية إلى الأسنان الدائمة. بعض العوامل التي قد تسبب العضة المفتوحة هي: